# اسامه الحدادی
اسامه الحدادی (زادهٔ ۲۸ ژانویهٔ ۱۹۹۲) بازیکن فوتبال اهل تونس است.

## باشگاهی
از باشگاه‌هایی که در آن بازی کرده‌است می‌توان به آفریقایی، دیژون، الاتفاق و قاسم‌پاشا اسپور اشاره کرد.

## تیم ملی
وی همچنین در تیم ملی فوتبال تونس بازی کرده‌است.